# Chogha Mish
Chogha Mish est un site archéologique situé en Iran dans la province du Khuzistan (la Susiane antique), sur les bords du Karun. Il date de la période protohistorique, ses périodes d'occupation s'étendent du VIIe millénaire av. J.-C. au IVe millénaire av. J.-C. Il a été fouillé entre 1961 et 1978 par une équipe d'archéologues de l'Université de Chicago (assistée par l'Université de Californie à Los Angeles sur les dernières campagnes) dirigée par Pinhas Delougaz et Helen J. Kantor.
Durant les premiers millénaires de son existence, Chogha Mish est le site majeur du Khuzistan, atteignant 20 hectares, ce qui en fait apparemment un centre de pouvoir politique régional. De cette période datent surtout des poteries, qui ont permis de définir plusieurs phases successives : une phase ancienne couvrant en gros le VIe millénaire av. J.-C., une phase moyenne couvrant le Ve millénaire av. J.-C., et une phase récente couvrant les premiers siècles du IVe millénaire av. J.-C. Après cette dernière époque, l'habitat de Chogha Mish décline rapidement, comme le font de nombreux sites alentour, peut-être à la suite de l'apparition d'une nouvelle agglomération majeure 27 kilomètres plus à l'est, Suse.
Chogha Mish redevient une agglomération importante durant la seconde moitié du IVe millénaire av. J.-C., la période d'Uruk, durant laquelle la Susiane est fortement marquée par l'influence de la Basse Mésopotamie voisine, au point de relever probablement de la même culture, à la différence des périodes précédentes qui avaient vu le développement d'une culture régionale propre. Les édifices de cette période qui ont été partiellement mis au jour sont des résidences, mais aussi des monuments comme une plate-forme et un autre édifice connu surtout par des cônes d'argile qui servaient à la décoration de ses murs, caractéristiques de la période. Comme à Uruk et à Suse, Chogha Mish donne des attestations des premiers instruments de comptabilité : des jetons d'argile parfois scellés dans des bulles d'argile, des tablettes numériques, ainsi que des sceaux-cylindres. 
Chogha Mish est déserté au plus tard à la fin du IVe millénaire av. J.-C., quand Suse devient définitivement le site majeur de la région. Il ne fut réoccupé que ponctuellement par la suite : un fort élamite est édifié sur le sommet du site durant la première moitié du IIe millénaire av. J.-C. (période paléo-élamite) ; puis à la période achéménide (début de la seconde moitié du Ier millénaire av. J.-C.) un village occupe la partie basse du site, comprenant également un important édifice avec des espaces de stockage, indiquant sans doute une fonction stratégique pour le site. Quelques trouvailles de la période parthe ont également été réalisées sur le site, qui avait alors perdu toute son importance stratégique.